# Götzis
Götzis je městys na západě Rakouska ve spolkové zemi Vorarlbersko (okres Feldkirch). V současnosti má asi 10500 stálých obyvatel a rozlohu 14,64 km².
Město je světově proslulé zejména pořádáním každoročních květnových vícebojařských mítinků (Hypo-Meeting) na stadionu Mösle. V roce 2001 zde vytvořil světový rekord v desetiboji Čech Roman Šebrle. Slavnou osobností města je například rakouská zpěvačka Elfi Grafová.